# Mehdi Abeid
Mehdi Abeid (* 6. August 1992 in Montreuil) ist ein französisch-algerischer Fußballspieler, der aktuell beim Khor Fakkan Club in den Vereinigten Arabischen Emiraten spielt.

## Karriere
Mehdi Abeid, dessen Eltern aus Algerien stammen, wurde im französischen Montreuil geboren. Ab dem Alter von elf Jahren spielte er insgesamt acht Jahre in der Jugend des RC Lens, zuletzt in der zweiten Mannschaft. Im Mai 2011 unterschrieb Abeid einen Vertrag bis 2016 beim englischen Erstligisten Newcastle United. Sein Debüt in der Profimannschaft der Magpies sollte er in der 4. Runde des englischen Ligapokals 2011/12 gegen Nottingham Forest geben. In der Liga wurde der Mittelfeldspieler von Alan Pardew nicht eingesetzt. Daher wurde er im Januar 2013 bis Saisonende an den FC St. Johnstone nach Schottland verliehen. Dort spielte Abeid unter dem nordirischen Trainer der Saints Steve Lomas erstmals gegen den FC St. Mirren, nachdem er für Michael Doughty eingewechselt worden war. Im Sommer 2013 kehrte er zu Newcastle United zurück welche ihm jedoch gleich wieder für eine Saison an den griechischen Erstligisten Panathinaikos Athen verliehen. Er verhalf seinem Team mit sieben Toren in 32 Spielen zur Qualifikation zur UEFA Champions League. Abeid kehrte zwar mit Beginn der Saison 2014/2015 zu Newcastle United zurück, wechselte aber im August 2015 endgültig zum griechischen Club.
Doch schon eine Saison später schloss er sich dem FCO Dijon an in der französischen Ligue 1 an. 2019 wechselte er von dort weiter zum Ligarivalen FC Nantes.
Im Januar 2021 wechselte Abeid zum al-Nasr Sports Club in Dubai.
Im September 2022 wechselte er innerhalb der Liga zum Khor Fakkan Club.

## Erfolge
- Griechischer Pokalsieger: 2014